# 김주연 (문학평론가)
김주연(金柱演, 1941년~ )은 대한민국의 문학평론가이며 독문학자이다.
서울에서 출생하였으며, 서울대학교 독문과 및 동 대학원을 졸업하였다. 1966년 《문학》에 〈카프카의 시론(詩論)〉 추천되어 문단에 등단하였다. 이후 〈시에서의 의미문제〉,〈왜곡된 소외(疏外)의 사회학〉,〈한국 현대시의 일반적 상황〉,〈새시대 문학의 성립〉 등을 발표하였는데, 시에서의 언어의 미묘한 작용과 시인의 감수성에 대한 깊은 추구를 통해서 현실상황과 개인의식의 대결을 고찰한 점은 주목할 만하다. 저서에 평론집 《상황(狀況)과 인간》,《문학을 넘어서》,《세계 명작의 이해》 등 외에 많은 번역서가 있다. 숙명여대 독문과 교수를 역임하였다.